# سباستین بوئمی
سباستین بوئمی (آلمانی: Sébastien Buemi؛ زادهٔ ۳۱ اکتبر ۱۹۸۸) راننده خودروی مسابقه‌ای اهل سوئیس است، وی از ۲۰۰۹ تا ۲۰۱۱ در مسابقات فرمول یک شرکت کرده است. همچنین وی در سال ۲۰۱۹ برای هشتمین فصل پیاپی راننده تست ردبول بود.
همچنین در سال ۲۰۱۹، برای هشتمین فصل پیاپی راننده تست تیم ردبول بود.